# Le Meurtre du canari
Pour plus de détails, voir Fiche technique et Distribution.
Le Meurtre du canari (The Canary Murder Case) est un film américain en noir et blanc réalisé par Malcolm St. Clair et Frank Tuttle, sorti en 1929.
Il s’agit du premier des quinze films qui, de 1929 à 1947, adapteront au cinéma les romans de la série policière créée par S. S. Van Dine, avec le personnage du détective Philo Vance.

## Synopsis
La belle Margaret O'Dell, ancienne danseuse de cabaret surnommée "la canarina", est retrouvée étranglée dans son luxueux appartement. Ses nombreux conquêtes, allant du gangster au millionnaire, l'ont tous dépassée la nuit du meurtre.
La police enquête pendant des semaines, à la recherche du fil qui pourrait mener au tueur, mais sans succès. La presse commence à accuser la police d'inexpérience. Le procureur demande l'aide de son vieil ami, le détective Philo Vance.

## Fiche technique
- Titre français : Le Meurtre du canari
- Titre original : The Canary Murder Case
- Réalisation : Malcolm St. Clair et Frank Tuttle
- Scénario : Albert S. Le Vino, Florence Ryerson (en) et S.S. Van Dine d'après le roman The Canary Murder Case de S.S. Van Dine
- Titres : Herman J. Mankiewicz
- Production : Louis D. Lighton (en) producteur associé
- Société de production et de distribution : Paramount Pictures
- Musique : Karl Hajos
- Photographie : Cliff Blackstone et Harry Fischbeck
- Montage : William Shea
- Costumes : Travis Banton
- Pays de production : États-Unis
- Format : Noir et blanc - 35 mm - 1,20:1 - Son : Mono (Movietone)
- Genre : Film policier
- Durée : 82 minutes
- Dates de sortie : 
  - États-Unis : 16 février 1929 (première)
  - France : 1929

## Distribution
- William Powell : Philo Vance

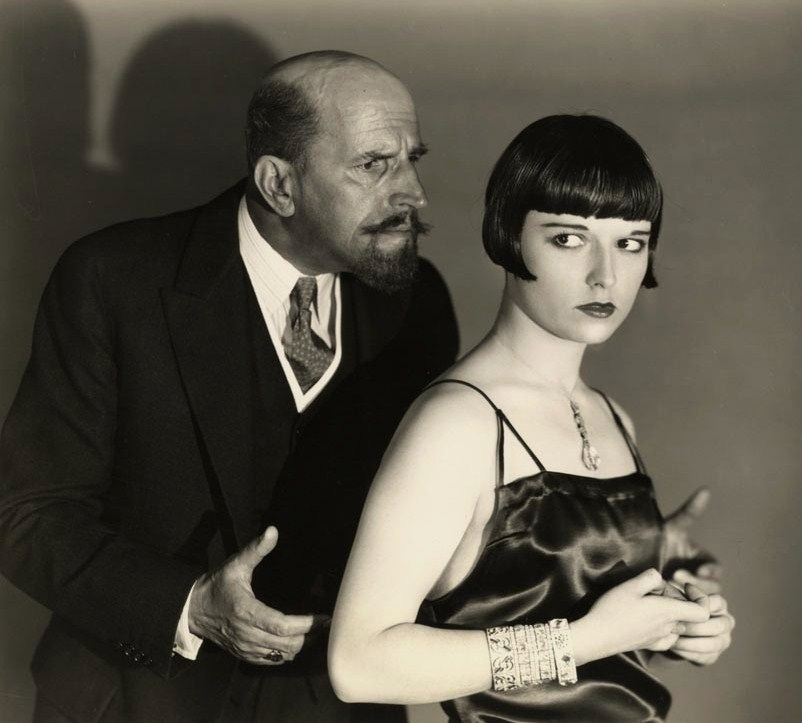
Gustav von Seyffertitz et Louise Brooks.

- Louise Brooks : Margaret O'Dell (the Canary)
- Jean Arthur : Alice LaFosse
- James Hall : Jimmie Spotswoode
- Charles Lane : Charles Spotswoode
- Eugene Pallette : Sergent Ernest Heath
- Gustav von Seyffertitz : Dr Ambrose Lindquist
- Lawrence Grant : Charles Cleaver
- Ned Sparks : Tony Skeel
- Louis John Bartels : Louis Mannix
- E.H. Calvert : Procureur (District Attorney) John F.X. Markham
- Oscar Smith : Stuttering hallboy
- Tim Adair : George Y. Harvey
- Margaret Livingston : Margaret O'Dell (voix)